# Leptoconops halophilus
Leptoconops halophilus är en tvåvingeart som beskrevs av Smee 1966. Leptoconops halophilus ingår i släktet Leptoconops och familjen svidknott. Inga underarter finns listade i Catalogue of Life.